# Александренко Василь Никифорович
Александренко Василь Никифорович (30 січня 1861, м. Ніжин Чернігівської губ. (за іншими даними народився в с. Дідівці Чернігівської губ.) — 18 (30) липня 1909, м. Варшава (за іншими даними помер в місті Прилуки Чернігівської губ.)) — російський правознавець-міжнародник, професор кафедри міжнародного права юридичного факультету Варшавського університету. Автор низки праць з історії Англії.
Закінчив Ніжинську гімназію вищих наук князя Безбородька та юридичний факультет Санкт-Петербурзького університету (1885). Учень О. Д. Градовського та Ф. Ф. Мартенса. В 1887—1888 р. перебував в науковому відрядженні в Англії; працював над підготовкою магістерської дисертації «Английский тайный совет и его история» в архівах Лондона і в бібліотеці Британського музею. 1888 повернувся до Петербурга, де почав працювати в канцелярії першого департаменту Сенату. Того ж року його було призначено приват-доцентом кафедри міжнародного права Варшавського університету. 1892 р. став екстраординарним, а згодом — ординарним професором цієї ж кафедри, де й працював до кінця свого життя.
Помер від раку стравохода.

## Праці
- Александренко В. Н. Английский тайный совет и его история: Т. 1. Ч. 1. — СПб.: Тип. Л. Ф. Пантелеева, 1888.
- Александренко В. Н. Английский тайный совет и его история: Т. 1. Ч. 2: (1547—1649). Варшава: тип. Ковалевского, 1890. [6], XXII, 144, IV с.
- Александренко В. Н. Очерки из истории английских университетов // Юрид. вестник, 1887. № 9. — С. 3-30, № 10. — С. 175—192.
- Александренко В. Н. Новая реформа местного управления в Англии, ее характер и значение. — М.: Тип. А. И. Мамонтова и К°, 1888. 19 с.
- Александренко В. Н. Участие Английского Тайного совета в дипломатических сношениях Англии с Россией, 1566—1649 // ЖМНП. 1889. № 12. — С. 66-279.
- Александренко В. Н. Из жизни русских студентов в Оксфорде в царствование Екатерины II // Журнал Министерства Народного Просвещения. Шестое десятилетие. Ч. CCLXXXV. 1893. Январь.
- Александренко В. Н. Русские консулы в XVIII в. // Журнал юридического общества. 1894. № 3.
- Александренко В. Н. Посольский церемониал в XVIII веке и отношение к нему русских дипломатов. Варшава,1894.
- Александренко В. Н. Русская посольская Церковь в Лондоне в XVIII веке // Варшавские унив. известия. — 1895. № 5.
- Александренко В. Н. Русские дипломатические агенты в Лондоне в XVIII в. Варшава: Тип. Варшавскаго учебнаго округа, 1897. Т. 1. III, 549, [5] с.; Т. 2: Материалы. VII, 414, [6] с.
- Александренко В. Н. Реляции кн. А. Д. Кантемира из Лондона (1732—1733 г.). Т. 1. М.: Унив. тип., 1892. VIII, 262 с.; Т. 2. М.: Имп. о-во истории и древностей рос. при Моск. ун-те, 1903. [4], 352 с.
- Александренко В. Н. Наполеон и Англия (1802—1815) // Варшавские университетские известия. — 1905. — № IX. — C. 1-18.
- Собрание важнейших трактатов и конвенций, заключенных Россией с иностранными державами (1774—1906) / С введ. и примеч. проф. В. Н. Александренко. Варшава: Тип. Варшавскаго учебнаго округа, 1906. -VIII, 585, [1], VI с.
- Александренко В. Н. Очерки по истории науки международного права. А. Джентили и Г. Гроций / Журнал Министерства народного просвещения. — 1906. Май — Часть ІІІ. — С. 109—124. [Архівовано 11 вересня 2016 у Wayback Machine.] (також за цим посиланням: ЖМНП [Архівовано 5 березня 2016 у Wayback Machine.])
- Александренко В. Н. Консульская академия в Вене // Журнал Министерства юстиции. — 1907. — № 6. — Июнь. — С. 49 — 66.